# Tommaso di Marle
Tommaso di Marle (1080 – 1130) figlio di Enguerrand I di Coucy e di Adele di Marle, fu signore di Coucy e prese parte alla prima crociata.

## Biografia

Stemma dei Coucy-le-Chateau

Tommaso nacque nel 1080 da Enguerrand I, signore di Coucy (1042 circa-1116) e da Adele di Marle, poi ripudiata per infedeltà. L'abate Sugerio di Saint-Denis lo definì un «lupo rabbioso», che passò la vita a combattere il padre anche se i loro dissapori non impedirono ad entrambi di partecipare alla prima crociata.
Una delle leggende che lo riguardano racconta che lui e il padre erano insieme ad altri sei uomini, senza essere opportunamente equipaggiati, quando vennero sorpresi da un gruppo di musulmani; immediatamente essi reagirono strappando brani dei loro mantelli per usarli a mo' di stendardi e combattendo ridussero a brandelli gli attaccanti.
Nel 1116 Enguerrand morì e Tommaso gli succedette quale signore di Coucy. In questa veste si dimostrò essere un uomo piuttosto incline alla violenza e non prono alle leggi, tanto che riuscì a farsi scomunicare, e fu una spina nel fianco tanto per i sudditi quanto per il re Luigi VI, contro il quale si ribellò. Dopo aver fatto alcune donazioni alla Chiesa, fu ucciso nel 1130 lasciando la signoria a suo figlio Enguerrand.

## La questione della crudeltà
Tommaso viene ricordato come uomo violento persino per gli standard dell'epoca: sia Sugerio che Guiberto di Nogent attestano che trattava con crudeltà i prigionieri appendendoli per i testicoli, che venivano quindi a strapparsi per via del loro stesso peso.
Guiberto a tal proposito ebbe a scrivere: «Cosa inaudita per questi tempi era la sua crudeltà, tanto che uomini considerati crudeli sembravano ben più umani nell'uccidere le bestie di quanto non fosse lui ad uccidere gli uomini. Giacché egli non uccideva le persone in un sol colpo di spada per le offese subite, come di consueto, ma macellandoli dopo indicibili torture. Quando egli costringeva i prigionieri di ogni condizione a tentare di salvare se stessi li appendeva per i testicoli così che essi venissero strappati a causa del loro peso strappando loro anche la vita. Talvolta egli faceva questo con le proprie mani. Altre volte i prigionieri venivano appesi per i pollici e tirati giù dal peso di una pietra posta sulle loro spalle, in quei casi egli camminava sotto di loro e quando non poteva estorcergli ciò che magari non avevano allora li batteva con la verga fino a che non promettevano di soddisfarlo o perivano sotto il peso dei colpi».
Gli studiosi della Chiesa hanno dibattuto sull'effettiva veridicità di questi racconti, per via del fatto che i Coucy si erano ribellati contro gli arcivescovi che avevano dato loro le terre e avevano attaccato le chiese vicine.

## Matrimoni e figli
Tommaso si sposò in prime nozze, attorno al 1100, con Ida di Hainaut (1085 circa-dopo il 1101), figlia di Baldovino II, conte di Hainaut, e insieme ebbero due figlie:
- Basilia de Coucy;
- Beatrix de Coucy.

In seconde nozze Tommaso sposò Melisende de Crécy e insieme ebbero:
- Enguerrand II, Signore di Coucy;
- Robert Signore di Boves († 1191);
- Melisende de Coucy;
- Mathilde de Coucy.